# Streif (Einheit)
Streif war ein deutsches Volumen- und Getreidemaß in der Grafschaft Ravensberg. Das Maß war der Scheffel der Region.
- 1 Streif = 2096 Pariser Kubikzoll = 41,577 Liter (errechn.)